# I’m Alive (песня Вилли Нельсона)
«I’m Alive» (с англ. — «Я жив») — песня американского кантри-певца и автора-исполнителя Кенни Чесни. Он написал песню вместе с Дином Диллоном и Марком Тамбурино. Первоначально песня была записана Вилли Нельсоном на его альбоме Moment of Forever, который Чесни также спродюсировал. Позже Чесни сам записал её (в дуэте с Дэйвом Мэтьюсом) на своём альбоме 2008 года Lucky Old Sun. Эта версия позже появилась на его альбоме-компиляции 2009 года Greatest Hits II, с которого она была выпущена на радио в качестве второго сингла альбома в августе 2009 года на лейбле BNA Records.

## История
Вилли Нельсон впервые записал песню на своём альбоме Moment of Forever 2008 года, где Чесни выступил сопродюсером. Позже Чесни записал песню в дуэте с Дэйвом Мэтьюсом на альбоме Lucky Old Sun (также выпущенном в 2008 году), но не стал выпускать её в качестве сингла с этого альбома. Чесни сказал в интервью изданию Country Standard Time: «Это никогда не было посланием — разве что самому себе[…] Одно дело, когда это поёт 70-летний Вилли Нельсон, и совсем другое, когда это поём мы с Дэйвом. Одно дело, когда Вилли Нельсон в 70 лет поёт эту песню, и совсем другое — когда мы с Дэйвом». Он также сказал, что на написание песни его вдохновил развод с актрисой Рене Зеллвегер: «Написание этой песни было освобождением. Я чувствовал себя лучше всех за долгое время после написания этой песни».

## Отзывы
CM Wilcox из The 9513 дал песне рецензию «большой палец вниз». Он сказал, что у песни «несколько амбициозный» текст, отметил вокальное исполнение Мэтьюса, но сказал, что Чесни звучит как «будничный певец» и что в дуэте нет ощущения взаимодействия между двумя вокалистами. В своей рецензии на Lucky Old Sun Дж. Фридом Дю Лак из The Washington Post сказал: «Песня должна быть гимном о силе, выживании и стойкости[…] Однако она звучит скорее как усталое пожелание, чем как декларация», а в рецензии, опубликованной в Hartford Courant, без комментариев, было сказано, что это «возможно, самая простая вещь, которую когда-либо делал Мэтьюс».
Мэтт Бьорк из Roughstock дал песне дал положительную рецензию, описав песню как «искреннее размышление[…] о том, как они выбирают жить».

## Чарты
В качестве альбомной композиции с альбома Lucky Old Sun песня «I’m Alive» провела одну неделю на 55-м месте в чарте Billboard Hot Country Songs. Позднее, через год, песня появилась на сборнике Чесни Greatest Hits II и была выпущена в августе в качестве второго сингла этого альбома. Она вновь попала в чарт на 41-м месте за неделю 15 августа 2009 года, опередив объявленную официальную дату релиза песни — 17 августа.

### Еженедельные чарты
| Чарт (2008)                            | Высшая позиция |
| -------------------------------------- | -------------- |
| США (Billboard Hot Country Songs)      | 55             |
| США (Billboard Bubbling Under Hot 100) | 18             |
| Чарт (2009)                            | Высшая позиция |
| Канада (Billboard Country)             | 6              |
| Канада (Billboard Canadian Hot 100)    | 73             |
| США (Billboard Hot Country Songs)      | 6              |
| США (Billboard Hot 100)                | 32             |

### Годовые итоговые чарты
| Чарт (2009)                   | Позиция |
| ----------------------------- | ------- |
| США(Country Songs, Billboard) | 44      |